# Jan Korbel
Jan Oliver Korbel (* 15. Februar 1975 in Chêne-Bougeries) ist ein in der Schweiz geborener deutscher Naturwissenschaftler, der in der Molekularbiologie, Humangenetik und Bioinformatik tätig ist. Er ist der Interim Head of Site am Europäischen Laboratorium für Molekularbiologie (EMBL) in Heidelberg.

## Leben
Korbel wuchs in der Schweiz und in Norddeutschland auf und studierte an der Technischen Universität Berlin sowie der Humboldt-Universität zu Berlin. Im Anschluss an seine Doktorarbeit 2005 am EMBL Heidelberg und an der Humboldt-Universität zu Berlin hat er in den Jahren 2005–2007 an der Yale University, New Haven (Connecticut) in den USA geforscht. Seit 2008 ist Korbel Gruppenleiter in der Genombiologie Unit des EMBL, seit 2016 fest angestellter leitender Wissenschaftler (Senior Scientist), und seit 2020 Leiter der Datenwissenschaften (Head of Data Science) am EMBL in Heidelberg. In den Jahren 2019–2021 war er Co-Direktor der Molekularmedizin-Partnerschafts-Einheit (Molecular Medicine Partnership Unit, MMPU) des EMBL und der Medizinischen Fakultät der Universität Heidelberg. Seit 2022 leitet Korbel zudem eine Division am Deutschen Krebsforschungszentrum (DKFZ). Korbel gilt als einer der frühesten Befürworter und Berater der deutschen Initiative für genomische Medizin GenomDE.
Wissenschaftliche Zielsetzung seiner Arbeit ist es, Erbgutvarianten (d. h. genetische Variation) als Ursache für phänotypische Unterschiede sowie der Krebsentstehung zu verstehen. Dabei fokussiert die Forschung von Korbel auf die sogenannten strukturelle Variationen des Erbguts (insbesondere Deletionen, Duplikationen, Inversionen, Translokationen sowie komplexerer genetische Umlagerungen wie die Chromothripsis), sowie auf Konzepte zur gemeinsamen (integrativen) Analyse verschiedener Datenformen (Transkriptome, Daten einzelner Zellen, Gesundheitsdaten) um biologische Prozesse der Krankheitsentwicklung zu erforschen. Er hat Methoden entwickelt, um strukturelle Variationen im Erbgut mittels DNA-Sequenzierung im Hochdurchsatz sowie per Einzelzellanalyse identifizieren zu können.
Zusätzlich zu seinen naturwissenschaftlichen Aktivitäten engagiert sich Korbel in interdisziplinäre Diskussionen in der Bioethik zu Anwendungen der Erbgutsequenzierung in der Biomedizin. In diesem Kontext leitet Korbel seit 2020 das Bioethics Internal Advisory Committee des EMBL. Korbel hat mehrere Wissenschaftspreise erhalten, einschließlich den Chica-und-Heinz-Schaller Wissenschaftspreis (2014), den Manfred-Fuchs-Preis für bioethische Arbeiten (2015), den HMLS Preis (2018) und den durch die Europäische Vereinigung für Krebsforschung verliehenen Pezcoller Foundation-EACR Krebsforschungspreis (2018). Die wissenschaftliche Arbeitsgruppe von Korbel wird durch den Europäischen Forschungsrat (European Research Council) gefördert. Korbel ist seit 2016 Mitglied der Europäischen Vereinigung für Molekularbiologie (European Molecular Biology Organization). Am 23. Juni 2015 wurde Jan Korbel unter der Matrikel-Nr. 7653 in der Sektion Humangenetik und Molekulare Medizin als Mitglied in die Nationale Akademie der Wissenschaften Leopoldina aufgenommen. Er ist zudem ein Fellow der Europäischen Akademie für Krebswissenschaften.

## Veröffentlichungen
- Publikationsliste Korbel Google Scholar (englisch)